# Loureira
Loureira ist eine Gemeinde im Norden Portugals.
Loureira gehört zum Kreis Vila Verde im Distrikt Braga, besitzt eine Fläche von 1,76 km² und hat 1104 Einwohner (Stand 19. April 2021).